# Charles Daniel White
Charles Daniel White (* 5. Januar 1879 in Grand Rapids, Michigan, USA; † 25. September 1955) war Bischof von Spokane.

## Leben
Charles Daniel White empfing am 24. September 1910 das Sakrament der Priesterweihe.
Am 20. Dezember 1926 ernannte ihn Papst Pius XI. zum Bischof von Spokane. Der Bischof von Grand Rapids, Joseph Gabriel Pinten, spendete ihm am 24. Februar 1927 die Bischofsweihe; Mitkonsekratoren waren der Bischof von Nashville, Alphonse John Smith, und der Bischof von Toledo, Samuel Stritch. Die Amtseinführung erfolgte am 10. März 1927.